# Cressanges
 Cressanges  là một xã ở tỉnh Allier thuộc miền trung nước Pháp.